# Xanthorhoe hyperythra
Xanthorhoe hyperythra är en fjärilsart som beskrevs av Oswald Beltram Lower 1892. Xanthorhoe hyperythra ingår i släktet Xanthorhoe och familjen mätare. Inga underarter finns listade i Catalogue of Life.